# Retrat de Don Dídac
El retrat de Don Dídac (en castellà retrato de Don Diego) és un pintura a l'oli sobre llenç, retrat del príncep d'Astúries Dídac d'Àustria, realitzat pel pintor valencià Alonso Sánchez Coello el 1577. El quadre va ser objecte de litigi entre 2009 i 2014 a causa de la seva adquisició per part del príncep de Liechtenstein Hans Adam II. Actualment es conserva al Museu Liechtenstein de Viena.

## Personatge
Dídac Fèlix d'Àustria (1575-1582) va ser príncep d'Astúries, de Girona, de Viana i de Portugal breument, fins a la seva mort prematura. Fou fill de Felip II de Castella i la seva quarta esposa Anna d'Àustria. Dídac va ser jurat com a príncep d'Astúries el dimarts 1 de març de 1580 a la capella del palau reial, després de la mort del seu germà Ferran, amb només quatre anys. Per tant, quan Sánchez Coello va realitzar el retrat, Dídac no era príncep encara, sinó infant. Tanmateix, morí amb set anys, sent el tercer príncep fill de Felip II, en morir; el darrer príncep si arribaria a ser rei com a Felip III de Castella.

## Descripció
El retrat és de cos complet, amb el príncep mirant de front, amb un vestit de brocat d'or i una gorgera d'encaix blanc, que pràcticament l'ofega. Aquest vestit té un patró marcat, similar al retrat de Sánchez Coello de la infanta Isabel Clara Eugènia d'Habsburg. Pengen del coll dues cadenes d'or amb un medalló de la mare de déu i l'infant, un crucifix, un cor i altres ornaments. Encara vesteix faldilla, sota la qual sobresurten unes sabates vermelles. En la seva mà esquerra porta un cavallet, que dona animació al quadre, i a la dreta una llança de joguina.
Està en una habitació, el terra és de maó vermell fosc, i a l'esquerra s'obra una port que mostra un balcó amb un paisatge darrere. A baix de tot del brancal de la porta hi ha la signatura del pintor: «Alfonsus Sancius F. 1577». A dalt de tot de la pintura, hi ha una inscripció que resa «D. Diego de Austria Infante».
Tot i que el 1577 només tenia dos anys, la seva aparença més que la d'un nen sembla d'un adult, quelcom que concorda amb l'hàbit dels pintors de procurar que el seu aspecte infantil sigui reforçat per una visió més noble i reial de la maduresa, de fet, la seva aparença fa que sembli que tingui cinc anys. D'altra banda, s'ha afirmat que podria ser una imitació de l'estil de Hans Holbein el Jove.
L'obra és un dels primers exemples de retratística d'infants de la cort espanyola, i s'afirma que fou un important precedent que influí a Diego Velázquez en els seus nombrosos retrats dels infants i infantes durant el seu període de pintor de la cort amb Felip IV de Castella.

## Posseïdors
Va estar antigament a la col·lecció del rei Lluís Felip I de França. Fou venut el 7 de maig de 1853 i fou exposat a la New Gallery el 1895. Estigué en mans dels lords de Northbrook des de la seva arribada a Gran Bretanya. Es va mantenir en poder d'aquesta família aristocràtica fins a 2005, quan el VI Lord Northbrook, que després el vengué, finalment, a Hans Adam II de Liechtenstein que el destinà al Museu Liechtenstein de Viena (Àustria).

El quadre va protagonitzar un litigi entre la National Gallery de Londres i el príncep Hans Adam II de Liechtenstein entre 2006 i 2014, que va provocar que l'obra quedés confiscada per una investigació sobre l'exportació d'una sèrie d'obres d'art. El retrat de Dídac havia sigut propietat de lord Northbrook, penjada a la seva residència al comtat de Hampshire fins a l'any 2005. Aquell anys es produeix un incendi i el seu divorci que el delmen econòmicament. El 2006 per tenir liquiditat contacta amb Simon Dickinson, marxant d'art de Londres, per vendre la seva col·lecció d'art, que acaba en mans de Hans Adam II el 2007, amb destí al seu museu de Viena. El preu inicial del retrat, adquirit pel príncep, fou de 2 milions de lliures.
Abans que sortís del Regne Unit, les autoritats duaneres obriren una investigació sobre la venda d'aquestes nou obres d'art i foren confiscades provisionalment, si bé des de la galeria Dickinson s'afirmà que tot el procés havia estat correcte. El príncep, en represàlia va cancel·lar el 2009 l'exposició de la seva col·lecció a la Royal Academy of Arts de Londres fins que no es resolgués la qüestió de la pintura de Sánchez Coello. El 10 de novembre d'aquell any, a causa de les protestes del príncep, l'obra va ser lliurada a un dels seus representants, però no se li atorgà la llicència d'exportació.
La National Gallery el 2009 ja va mostrar interès a adquirir el retrat, adduint la seva importància per l'estudi de la pintura cortesa espanyola del segle xvi. La Burrel Collection de Glasgow també va interessar-se, perquè compta amb els retrats de Felip II i d'Anna d'Àustria, pares de Dídac, pintats per Sánchez Coello, però finalment va desistir. El 2010, el centre britànic, argumentant que és un ens públic, va oferir el mateix preu de mercat pel qual el príncep l'havia adquirit, però aquest va demanar 2,5 milions de lliures, pel canvi sobre el franc suís, que havia baixat respecte a la lliura. A més, malgrat que la National Gallery estava decidida a comprar l'obra, el Departament de Cultura britànica va recordar que no hauria de comprar una obra d'art que estava sent investigada. Al final el departament va deixar d'oposar-se i va retardar el permís d'exportació fins al 5 de març de 2014. La National Gallery finalment no va poder assumir la compra, perquè Hans Adam II va anar augmentat progressivament el seu preu, fins a la xifra de 5,1 milions d'euros i, finalment, el retrat va sortir rumb a Àustria.